# タイニー・トゥーンズのハチャメチャ学園
『タイニー・トゥーンズのハチャメチャ学園』（原題：Tiny Toons Looniversity）は、2023年9月8日からMaxで配信され、同年9月9日からカートゥーン ネットワークで放送されているアメリカ合衆国のテレビアニメ。日本では2024年4月1日にカートゥーン ネットワークで先行放送され、同年5月4日からレギュラー放送が開始された。メインキャラクターについては前作より吹き替え声優が変更されており、アクメ学園の先生たちは現行吹き替え版キャストで続投している。

## キャラクター
英語版声優と、日本語版声優の出典。

### アクメ学園の生徒たち
基本設定は前作と同じだが、一部変更されたものもいる。
バスター・バニー
声 - エリック・バウザ / 山口竜之介
バブスの双子の兄弟。前作ではバブスのボーイフレンドだった。
バブス・バニー
声 - アシュリー・クリスタル・ヘアストン / 長谷川育美
バスターの双子の姉妹。前作ではバスターのガールフレンドだった。
プラッキー・ダック
声 - デヴィッド・エリゴ・ジュニア / 林勇
自惚れ屋のカモ。トラブルメーカーぶりは健在だがバスター達とはなんだかんだで仲良くやっている。
ハムトン・ピッグ
声 - デヴィッド・エリゴ・ジュニア / 櫻井トオル
気弱な子豚で相変わらず振り回されがち。
スウィーティー・バード
声 - テッサ・ネッティング / 飯沼南実
前作と異なり、レギュラーでよりパワフルなキャラになっている。
カラミティ・コヨーテ
声 - エリック・バウザ
ゴッサマー
声 - エリック・バウザ
フィフィ
声 - マリーヴ・ヘリントン / 古賀英里奈
リル・スニーザー
声 - テッサ・ネッティング / うのちひろ
ウィッチ・ヘーゼル
声 - キャンディ・ミロ / 林りんこ
モンタナ・マックス
声 - キャンディ・ミロ
クールキャット
声 - フレッド・タタショア
エルマイラ
声 - クリー・サマー
ファーボール
声 - ナタリー・パラミデス
シャーリー
声 - ナタリー・パラミデス / 東内マリ子
ディジー・デビル
声 - ベッツィー・ソダロ / 反町有里
リトル・ビーパー
声 - ポール・ジュリアン

### アクメ学園の先生たち
こちらは前作と同様、現行吹き替え版キャストが担当している。
バッグス・バニー
声 - ジェフ・バーグマン / 山口勝平
ダフィー・ダック
声 - エリック・バウザ / 高木渉
ローラ・バニー
声 - カリ・ウォールグレン / 深水由美
シルベスターキャット
声 - ジェフ・バーグマン / 江原正士
ポーキー・ピッグ
声 - ボブ・バーゲン / 龍田直樹
グラニー学長
声 - キャンディ・ミロ / 井上喜久子
アクメ学園の先生。
フォグホーン・レグホーン
声 - ジェフ・バーグマン / 玄田哲章
タズマニアン・デビル
声 - フレッド・タタショア / 麦人
ヨセミテ・サム
声 - フレッド・タタショア / 石井康嗣
マービン・ザ・マーシャン
声 - エリック・バウザ / 小形満
ミシガン・J・フロッグ
声 - フレッド・タタショア / 梅津秀行（#8）⇒未定
ワイリー・コヨーテ
全くしゃべらない負け惜しみな狼、ダンスの審判に参加した。科学専門の教師。
ロード・ランナー
声 - ポール・ジュリアン
音速疾走を専門とするビーバーの教師。

## エピソード
日本語版タイトルは現行吹き替え版のナレーションではなく、バスターたちが読み上げている。また、街の名前などは読まれることは無く、吹替用字幕で対応されている。

### シーズン1
| #  | サブタイトル                         | 原題                   | 配信日       | 放送日         | 放送日                                            |
| -- | ------------------------------------ | ---------------------- | ------------ | -------------- | ------------------------------------------------- |
| 1  | 新入生オリエントゥーンション         | Freshman Orientoontion | 2023年9月8日 | 2023年9月9日   | 2024年4月1日（先行放送） 2024年5月4日（通常放送） |
| 2  | ピザとヘビの襲撃                     | Give Pizza a Chance    | 2023年9月8日 | 2023年9月9日   | 2024年5月4日                                      |
| 3  | ゴシップ記事と魔法対決               | Extra, So Extra        | 2023年9月8日 | 2023年9月16日  | 2024年5月4日                                      |
| 4  | 激突！トゥーニー・ボール             | Tooney Ball Lights     | 2023年9月8日 | 2023年9月23日  | 2024年5月4日                                      |
| 5  | ルー・ブルーを救え！                 | Save the Loo Bru       | 2023年9月8日 | 2023年9月30日  | 2024年7月6日                                      |
| 6  | 決戦！イタズラウィーク               | Prank You Very Much    | 2023年9月8日 | 2023年10月7日  | 2024年7月6日                                      |
| 7  | お医者さんの卵ハムトン               | General HOGspital      | 2023年9月8日 | 2023年10月14日 | 2024年7月6日                                      |
| 8  | シェフ・ローラに弟子入り！           | Soufflé, Girl Hey      | 2023年9月8日 | 2023年10月21日 | 2024年8月11日                                     |
| 9  | クローンで大騒ぎ                     | Tears of a Clone       | 2023年9月8日 | 2023年10月28日 | 2024年8月11日                                     |
| 10 | タイニー・トゥーンズ・オン・ステージ | The Show Must Hop On   | 2023年9月8日 | 2023年11月4日  | 2024年8月11日                                     |

### シーズン2
| #  | サブタイトル | 原題                              | 配信日       | 放送日        |
| -- | ------------ | --------------------------------- | ------------ | ------------- |
| 11 | 未定         | Whatever Happened to Babsy Bunny? | 2024年3月8日 | 2024年4月13日 |
| 12 | 未定         | Slay Cheese                       | 2024年3月8日 | 2024年4月20日 |
| 13 | 未定         | Tooned In Space                   | 2024年3月8日 | 2024年4月27日 |
| 14 | 未定         | Twin-Con                          | 2024年3月8日 | 2024年5月4日  |
| 15 | 未定         | Skulls and Sillybones             | 2024年3月8日 | N/A           |

### スペシャル
| サブタイトル | 原題               | 配信日        | 放送日       |
| ------------ | ------------------ | ------------- | ------------ |
| 未定         | Spring Beak        | 2024年3月8日  | 2024年4月6日 |
| 未定         | Winter Blunderland | 2024年12月6日 | TBA          |

## 主題歌
オープニング「Tiny Toons Looniversity Theme」
英語版歌唱 - エリック・バウザ（バスター・バニー）、アシュリー・クリスタル・ヘアストン（バブス・バニー）、デヴィッド・エリゴ・ジュニア（ブラッキー、ハムトン）、テッサ・ネッティング（スウィーティー）
日本語版歌唱 - 山口龍之介（バスター）、長谷川育美（バブス）、林勇（ブラッキー）、櫻井トオル（ハムトン）、飯沼南美（スウィーティー）
楽曲は前作と同じだがアレンジされている。また、歌詞は異なる。

## スタッフ

### 英語版
- 製作総指揮 - スティーブン・スピルバーグ、ジャスティン・ファルヴィー、ダリル・フランク、サム・レジスター
- プロデューサー - アダム・ミドルトン
- 編集 - ブラント・ダンカン
- 制作 - アンブリン・テレビジョン（英語版）、ワーナー・ブラザース・アニメーション

### 日本語版
| プロデューサー | 村杉奈穂                           |
| 翻訳           | 小寺陽子 武田直美 川嶋加奈子       |
| 演出           | 安藤直子                           |
| 録音/調整      | 吉本晋                             |
| 制作           | 金子奈央                           |
| 日本語版制作   | カートゥーン ネットワーク 東北新社 |
| 音楽演出       | 亀川浩末 村田晋治                  |
| 調整           | 吉田佳代子                         |